# 白石文化大学校
白石文化大学校（はくせきぶんかだいがっこう、ペクソクぶんかだいがっこう）は学校法人白石大学校所属のキリスト教（新教系）の専門大学である。

## 沿革
- 1993年11月18日 - 天安外国語専門大学を設立
- 1994年3月1日 - 開校
- 1998年5月1日 - 天安外国語大学に改称
- 2004年3月1日 - 白石大学に改称
- 2006年3月1日 - 白石文化大学に改称
- 2012年1月15日 - 白石文化大学校に改称